# Doom 3: Resurrection of Evil
Doom 3: Resurrection of Evil es un videojuego de terror de disparos en primera persona, es una expansión para el juego Doom 3. Fue lanzada el 4 de abril de 2005 para Windows, el 24 de mayo de 2005 para Linux, y el 11 de octubre de 2005 para el Xbox.
En el juego regresa la escopeta de doble barril de Doom II como también el soporte para hasta 8 personas para jugar en multijugador. Resurrection of Evil también tiene 12 nuevas misiones en el modo de un solo jugador, nuevos monstruos, y cuatro nuevos mapas para multijugador.

## Argumento
Situado en el año 2147, 2 años después de los eventos de Doom 3, la UAC detecta una extraña señal de uno de los satélites de Marte , y como consecuencia se envía un equipo para investigar. Buscando la piedra del infierno (Hellstone) en el proceso, las fuerzas del infierno, guiadas por el profesor Betruger (ahora transformado en Maledict) amenaza con retomar el objeto del jugador, un soldado de combate que está trabajando para la Dra. Elizabeth McNeil. McNeil, un personaje que no aparece en Doom 3, aunque si es mencionada en un PDA, fue quien notificó a Elliot Swann y Jack Campbell de las misteriosas actividades de Malcolm Betruger al principio de Doom 3.
Después de pelear por todo el camino a través del complejo, el soldado eventualmente se reúne con McNeil en el laboratorio de Phobos. Ella le dice que el único camino para destruir la piedra del infierno es regresar de donde vino: El infierno. El soldado apaga la electricidad de toda la base para ubicarla solamente en uno de los teletransportadores para llegar a los laboratorios Delta. Donde esta el teletransportador principal al infierno.
El soldado llega al infierno y mata a todos los demonios hasta llegar a Betruger, quien se ha convertido en el Maledict. Después de algo de pelea, Betruger muerde al soldado, pero antes de comerlo, el soldado pone la piedra del infierno debajo de la garganta de Betruger, Matándolo. El juego termina con una luz blanca, seguida de la voz de Macneil diciendo "¿Marine? ¡Marine! Bienvenido a casa."

## La Piedra del infierno y los Guardianes
La piedra del infierno se activa con los poderes de los Guardianes del Infierno ("Hunters" en la versión en inglés), los cuales ganarás al derrotarlos.
Esta arma, al usarla, te da los poderes de todos los Guardianes que hayas matado. Así es más fácil acabar con los enemigos cuando estas en emboscadas. Se recarga con almas humanas.
En el nivel 2 del juego, debes matar al Helltime Hunter, un jefe que parece teletransportarse, pero en realidad usa su poder de "ralentizar" el tiempo para trasladarse más rápido a otros lugares. Luego de matarlo, obtienes el poder "Helltime", que le permite al jugador volver más lento el tiempo durante un corto lapso, lo que le permite eliminar enemigos que aparezcan en el mapa de manera más efectiva y sin que estos puedan atacar al jugador antes.
En el nivel 6 de los Laboratorios Fobos, el jugador debe enfrentarse al Berserker Hunter, otro guardián del infierno. Una vez que el jugador lo mata, la piedra del infierno obtiene otro poder, el del Berserk, que , junto al poder Helltime, le permite al jugador matar a sus enemigos solo con los puños.
El penúltimo guardián es el Invulnerability Hunter, que está protegido por un escudo de electricidad que absorbe buena parte de los daños que le provoque el jugador, pudiendo dañarlo solo usando la piedra del infierno.Tras matar a este jefe, la piedra obtiene el último poder del juego, el de la invulnerabilidad, que junto a los otros 2 poderes, hacen que el jugador no sea dañado mientras dure el efecto que provoca el presionar la piedra.

## Nuevas adiciones
Resurrection of Evil agrega dos mayores características al modo de juegos que el jugador puede usar en el transcurso del juego. La primera, es una herramienta que fue originalmente desarrollada para Doom 3; "La pinza". La pinza, científicamente llamado "Levitador de plasma ionizado", es un arma física que permite al jugador recoger y mover ciertos objetos. También permite al jugador atrapar proyectiles enemigos y devolvérselos. El arma se parece mucho al arma de gravedad del juego Half-Life 2.
La segunda adición es la piedra del infierno, un artefacto con forma de corazón, cuya contacto con un marine de la UAC es el responsable de la nueva oleada de invasión demoniaca al inicio del videojuego y que absorbe poderes de los Hunters, para dotar al jugador de habilidades como invulnerabilidad, rapidez o la posibilidad de matar enemigos solo usando los puños, durante cortos periodos de tiempo.
Otra adición es la escopeta de doble barril. En esencia, es igual que la escopeta regular con excepción que dispara dos cartuchos en lugar de uno, ofreciendo más poder para poder matar a varios enemigos de un simple tiro. 
En la expansión se incluyen tres nuevos monstruos, sin contar los Monstruos finales y los jefes.
| Predecesor: Doom 3 | Resurrection of Evil | Sucesor: Doom |